# Cégnév
A cégnév (vagy kereskedelmi név) az a név, ami alatt adott gazdasági szervezet vagy személy gazdasági tevékenységét folytatja, s amely más – hasonló – gazdasági tevékenységet folytató személyektől való megkülönböztetést szolgálja és arra alkalmas.
A magyar törvény meghatározása szerint olyan szóösszetétel, amely cég, azaz a cégnyilvántartásba történő bejegyzéssel, üzletszerű gazdasági tevékenység folytatása céljából létrejött jogalany hivatalos elnevezése.
- A cégnév lehet teljes vagy rövidített. A cégnév kötelezően tartalmazza a választott cégforma megnevezését illetve a vezérszót. A cégnév elősegíti a cég azonosítását, illetve más, azonos vagy hasonló tevékenységű cégtől való megkülönböztetését.

A cégnévként alkalmazni kívánt elnevezés megfelelőségéről a cégnyilvántartást vezető hatóság (bíróság) dönt.
A cégnév illetve a vezérszó állhat védjegyoltalom alatt, amennyiben a megfelelő védjegybejelentést védjegyként lajstromozzák.

## A cégnév oltalma
A hozzá fűződő érdekek oltalmát abszolút szerkezetű jogintézmény, a cég kereskedelmi név használatára való kizárólagos jogosultsága biztosítja. A jogi személyiség nem szükségképpen feltétele a kereskedelmi név használatának. Erre gazdasági tevékenység végzésére jogosult magánszemély, illetve jogi személyiség nélküli gazdasági társaságok is jogosultak.
A cégnév használata kizárólagos jelleggel illeti meg a jogosultat.

### A cégbitorlás
Aki jogosulatlanul a kereskedelmi névvel azonos vagy azzal az összetéveszthetőségig hasonló nevet használ gazdasági tevékenysége során, cégbitorlást követ el. A cégbitorlás jogkövetkezményei lehetnek az abbahagyásra kötelezés, eltiltás és – amennyiben ennek a feltételei fennállnak – a kártérítés.

## A cégbejegyzés
- A jogi személyek jogképességüket általában állami elismeréssel nyerik el, ezért a cégjegyzékbe történő bejegyzés konstitutív hatályú.
- A cégnevek nyilvántartására a cégjegyzék szolgál. A cégjegyzék közhitelű nyilvántartás, amelyet a megyei bíróságok mint cégbíróságok vezetnek.
- A cégjegyzékbe történő bejegyzések tartalmát illetően érvényesülő alapelvek: a cégvalódiság, a cégszabatosság és a cégkizárólagosság elve.

## A kereskedelmi név
A kereskedelmi név fogalma bővebb a cégnévénél. A vonatkozó nemzetközi egyezmények a cégnév szó helyett következetesen a kereskedelmi név kifejezést alkalmazzák. Így pl. a Párizsi Uniós Egyezmény úgy rendelkezik, hogy a kereskedelmi neveket oltalom illeti meg az unió országaiban.
"Vannak ... több szálon függő oltalmi formák is. Az Európai Bizottság arra a kérdésre, hogy a jogérvényesítési irányelv átültetése szempontjából mi minősül szellemi tulajdonnak, normával, a hivatalos lapban 2005. április 13-án közzétett nyilatkozattal válaszolt. Eszerint az akár a közösségi jogban, akár a tagállami jogban ismert és a nyilatkozatban felsorolt oltalmi formákon kívül a kereskedelmi nevek (értelemszerűen a védjegyoltalom alatt nem álló nevek) akkor minősülnek a szellemi tulajdon oltalmi tárgyának, “amennyiben azokhoz (szellemi tulajdoni) kizárólagos jogok fűződnek az irányadó nemzeti jogszabályokkal összhangban”.
"A vállalatokat (személyeket) jelölő kereskedelmi neveket a Ptk. névjogi szabályai és a Tpvt. jellegbitorlásai szabályai egyaránt védik. Az árukat, szolgáltatásokat jelölő kereskedelmi neveket csak a versenyjogi védelem illeti meg. Ez utóbbira opcionálisan lett volna kiterjeszthető a jogérvényesítési irányelv szerint megerősített szabályok hatálya. Vagyis: a vállalatok kereskedelmi neveit kizárólagos jog, de nem szellemi tulajdoni, hanem személyhez fűződő jogi, kizárólagos jog védi. Az árukat/szolgáltatásokat jelölő nevek jogosultjainak meg kell elégedni a relatív védelemmel."
Az oltalmi eszközök csaknem azonosak, bár a versenyjogi jogkövetkezmények valamivel szigorúbbak, mint a kizárólagos névjog megsértése esetén alkalmazható szankciók.

## A teljes cégnév elemei
- A cég teljes nevének tipikusan három alkotóeleme van:
  - A vezérszó olyan kifejezés vagy mozaikszó, amely a cégnévben az első helyen áll. Döntően ez az elem biztosítja a cég azonosítását, illetve más, azonos vagy hasonló tevékenységű cégtől való megkülönböztetését.
  - A tevékenységre utaló elem a cégnév második már kötelező elemének a cég alapvető tevékenységét kell kifejeznie. Ilyenek pl. az „ipari”, „kereskedelmi”, „szolgáltató”, „számítástechnikai”, „mezőgazdasági”, „építőipari” stb. szavak vagy ezek kombinációi.
  - A cégforma a cégnév befejező része, pl. közkereseti társaság, betéti társaság, korlátolt felelősségű társaság, zártkörűen működő részvénytársaság stb.

## Toldatok a cégnévhez
- Ha egy cég cégbejegyzés alatt áll, akkor „bejegyzés alatt” toldat kötelezően feltüntetendő a cégnév után. Rövidített cégnévben: „b.a.”
- Ha a cég csődeljárás alatt áll, akkor ennek tényét kell feltüntetni: „csődeljárás alatt”, röviden „cs.a.”
- Ha a cég felszámolási eljárás alatt áll, akkor ennek tényét fel kell tüntetni: „felszámolás alatt”, röviden „f.a.”
- Végelszámolás esetén, ha a cég a tevékenységét be szeretné fejezni: „végelszámolás alatt”, rövidített cégnévben: „v.a.”
- Ha a cég ellen kényszertörlési eljárás indul: „kényszertörlés alatt”, rövidített cégnévben: „kt.a.” [4]

## A rövidített név elemei
A cég rövidített neve a vezérszóból és a választott cégforma megjelöléséből áll. A törvény szerint az elnevezésnek ezeket az elemeket kötelezően tartalmaznia kell.

## Magyarországon

### A cégnév szabályozásának története
A cégnevekről először az 1875. évi kereskedelmi törvény rendelkezett. Ezek szerint "A czég azon név, mely alatt a kereskedő üzletét folytatja, s melyet aláirásul használ."
Láthatóan ekkor még a "cég" szót a "cégnév" értelemben is használták.

### A hatályos rendelkezések
Hatályos jogunkban a cégnevekről a cégnyilvánosságról, a bírósági cégeljárásról és a végelszámolásról szóló 2006. évi V. törvény 3. címe rendelkezik
- 3. § (1) A cégnévnek a választott cégforma megnevezését, valamint legalább a vezérszót kell tartalmaznia.
- (2) A vezérszó elősegíti a cég azonosítását, illetve más, azonos vagy hasonló tevékenységű cégtől való megkülönböztetését. A vezérszó a cégnévben az első helyen áll. A vezérszó idegen nyelvű kifejezés, rövidítés és mozaik szó is lehet, amelyet latin betűkkel kell feltüntetni. A cégnévben a vezérszón kívül csak magyar szavak szerepelhetnek, a magyar helyesírás szabályainak megfelelően. A cégnévben rövidítés csak a vezérszó esetén, illetve a cégforma meghatározásánál lehetséges.
- (3) A cég rövidített neve a vezérszóból és a cég formájának megjelöléséből áll.
- (4) A cégnévnek (rövidített névnek) az ország területén bejegyzett más cég elnevezésétől, illetve a 6. § (3) bekezdése szerint lefoglalt elnevezéstől - a cégforma különbözőségén túlmenően is - egyértelműen különböznie kell, és nem kelthet olyan látszatot, ami - különösen a cég tevékenységi körét és a választott cégformát illetően - megtévesztő.
- 4. § (1) A cégnévben szerepelhet a cégtulajdonosnak vagy a cég tagjainak neve a 3. § (4) bekezdésének megfelelő alkalmazásával.
- (2) A cégnévben a cég nonprofit jellegét a cégforma megjelölése előtt fel kell tüntetni, a közhasznú szervezeti minőség pedig feltüntethető.
- (3) A cégnévben az állami vagy nemzeti kifejezés csak abban az esetben szerepelhet, ha a cégben az állam közvetlenül vagy szervezetei útján többségi befolyással (Ptk. 685/B. §) rendelkezik, vagy a cég a külön törvény szerinti tartós állami tulajdoni körbe tartozik.
- (4) Külföldi cég magyarországi fióktelepe, külföldiek magyarországi közvetlen kereskedelmi képviselete, valamint európai gazdasági egyesülés telephelye esetén a külföldi vállalkozás nevét a cégnévben meg kell jelölni.
- (5) A történelem kiemelkedő személyiségének nevét a Magyar Tudományos Akadémia engedélyével, olyan elnevezést pedig, amelyhez másnak jogi érdeke fűződik, csak a jogosult hozzájárulásával lehet a cégnévben szerepeltetni.
- 5. § A cég nevét (rövidített nevét) a cégbejegyzési eljárás alatt bejegyzés alatt (b. a.) toldattal, a cég elleni csődeljárás esetén csődeljárás alatt (cs. a.) toldattal, felszámolási, illetve végelszámolási eljárás esetén pedig felszámolás alatt (f. a.) és végelszámolás alatt (v. a.) toldattal kell használni.
- 6. § (1) Két vagy több azonos nevű cég közül a választott név (rövidített név) viselésének joga azt illeti meg, amelyik a cégbejegyzési kérelmét elsőként nyújtotta be, illetve amelyik a (3) bekezdés alapján névfoglalással élt.
- (2) A cégbíróság - jogi képviselő által elektronikus úton benyújtott kérelemre, illeték megfizetése ellenében - a kérelem érkezését követő egy munkanapon belül megvizsgálja, hogy a választott elnevezéssel az információkérés időpontjában a cégnyilvántartásban bejegyzett vagy bejegyzés alatt álló, illetve névfoglalás hatálya alatt álló más cég szerepel-e.
- (3) Ha a választott cégnév a cégnyilvántartásba bejegyezhető, a cégbíróság végzésével a megjelölt cégnevet hatvannapos időtartamra a kérelmező részére lefoglalja és a cégnevek elektronikus úton vezetett nyilvántartásában feltünteti. Ez alatt az idő alatt más jogalany ezzel a cégnévvel a cégnyilvántartásba nem jegyezhető be, illetve a cégnév nem foglalható le. A cégbíróságnak a nyilvántartásba vétel elutasításáról hozott határozata ellen jogorvoslatnak helye nincs. Ha a cég bejegyzésére, illetve a cégnév változásának bejegyzésére irányuló kérelem benyújtására hatvan napon belül nem kerül sor, a névfoglalás megszűnik.
- (4) A névfoglalás egyszeri alkalommal 8 nappal meghosszabbodik, ha ugyan a hatvan napos határidő lejárt, a cégnevet lefoglaló jogalany bejegyzési kérelmét elutasították, de azt 8 napon belül ismételten beadja.
- (5) A névfoglalásra vonatkozó eljárásra bírósági titkár, fogalmazó vagy bírósági ügyintéző is önállóan, önálló aláírási joggal jogosult.

### Az egyéni cég cégneve
Az egyéni vállalkozóról és az egyéni cégről szóló törvény koncepciójáról szóló 1050/2007. (VII. 3.) Korm. határozat 23. és 24. pontja szerint:
- 23. Az egyéni cég specifikus jellemzői (pl. döntő hányaduk helyben működik, az egyéni vállalkozó többnyire személyesen működik közre, így jellemző a fogyasztóval való személyes kapcsolat) szükségtelenné teszik a névkizárólagosság elvének érvényesítését, különösen országos szinten. Az egyéni cég és a gazdasági társaság közötti alapvető különbség, hogy a gazdasági forgalom biztonsága szempontjából kevéssé releváns az, ha egyéni cégek az ország eltérő régióiban azonos névvel működnek.
- 24. Az egyéni cég nevének kötelezően tartalmaznia kell a felelősségi alakzatra utalást, korlátlan felelősség esetén az Ec. (egyéni cég), korlátozott felelősség esetén pedig a Kfc. (korlátolt felelősségű egyéni cég) rövidítés formájában.